# Saint-Martin-d’Ollières
Saint-Martin-d’Ollières ist eine französische Gemeinde im Département Puy-de-Dôme in der Region Auvergne-Rhône-Alpes mit 146 Einwohnern (Stand: 1. Januar 2022). Die Gemeinde gehört zum Arrondissement Issoire und zum Kanton Brassac-les-Mines (bis 2015: Kanton Jumeaux).

## Geographie
Saint-Martin-d’Ollières liegt etwa 49 Kilometer südsüdöstlich von Clermont-Ferrand. Umgeben wird Saint-Martin-d’Ollières von den Nachbargemeinden Valz-sous-Châteauneuf im Norden und Nordwesten, Peslières im Norden und Nordosten, Fayet-Ronaye im Osten, Chassignolles im Südosten, Saint-Hilaire im Süden, Auzon im Südwesten sowie Saint-Jean-Saint-Gervais im Westen.

## Bevölkerungsentwicklung
| Jahr                       | 1962 | 1968 | 1975 | 1982 | 1990 | 1999 | 2006 | 2017 |
| Einwohner                  | 293  | 260  | 202  | 174  | 169  | 160  | 147  | 150  |
| Quellen: Cassini und INSEE |      |      |      |      |      |      |      |      |

## Sehenswürdigkeiten
- Kirche Saint-Côme-Saint-Damien von 1827